# Saale-Holzland-Kreis
Saale-Holzland-Kreis is een Landkreis in de Duitse deelstaat Thüringen. De Landkreis telt 82.816 inwoners (31 december 2020) op een oppervlakte van 816,99 km². Kreisstadt is de stad Eisenberg.

## Steden en gemeenten
De volgende steden en gemeenten liggen in Saale-Holzland-Kreis (Inwoners op 30-06-2006):
| Steden ¹ Deelnemende gemeente in een Verwaltungsgemeinschaft ² Vervullenden gemeente voor andere gemeenten 1. Bürgel ² (3.296) 2. Eisenberg ² (11.451) 3. Hermsdorf ¹ (8.582) 4. Kahla (7.406) 5. Orlamünde ¹ (1.282) 6. Schkölen ¹ (2.892) 7. Stadtroda ² (6.343) Verwaltungsgemeinschaften * = Bestuurscentrum van een Verwaltungsgemeinschaft 1. Verwaltungsgemeinschaft Dornburg-Camburg 1. Dornburg-Camburg, stad (2.917) 2. Frauenprießnitz (1.057) 3. Golmsdorf (707) 4. Großlöbichau (830) 5. Hainichen (208) 6. Jenalöbnitz (150) 7. Lehesten (787) 8. Löberschütz (156) 9. Neuengönna (660) 10. Tautenburg (324) 11. Thierschneck (129) 12. Wichmar (223) 13. Zimmern (208) 2. Verwaltungsgemeinschaft Heideland-Elstertal-Schkölen 1. Crossen an der Elster * (1.905) 2. Hartmannsdorf (820) 3. Heideland (2.129) 4. Rauda (338) 5. Schkölen (2.892) 6. Silbitz (715) 7. Walpernhain (209) 3. Verwaltungsgemeinschaft Hermsdorf 1. Hermsdorf, Stad * (8.582) 2. Mörsdorf (440) 3. Reichenbach (980) 4. Schleifreisen (465) 5. St.Gangloff (1.313) 4. Verwaltungsgemeinschaft Hügelland/Täler 1. Bremsnitz (151) 2. Eineborn (357) 3. Geisenhain (201) 4. Gneus (163) 5. Großbockedra (184) 6. Karlsdorf (96) 7. Kleinbockedra (43) 8. Kleinebersdorf (187) 9. Lippersdorf-Erdmannsdorf (482) 10. Meusebach (92) 11. Oberbodnitz (270) 12. Ottendorf (438) 13. Rattelsdorf (85) 14. Rausdorf (193) 15. Renthendorf (468) 16. Tautendorf (175) 17. Tissa (156) 18. Trockenborn-Wolfersdorf (662) 19. Tröbnitz * (500) 20. Unterbodnitz (199) 21. Waltersdorf (183) 22. Weißbach (180) 5. Verwaltungsgemeinschaft Südliches Saaletal (Bestuurscentrum te : Kahla) 1. Altenberga (775) 2. Bibra (269) 3. Bucha (1.173) 4. Eichenberg (444) 5. Freienorla (335) 6. Großeutersdorf (286) 7. Großpürschütz (418) 8. Gumperda (392) 9. Hummelshain (642) 10. Kleineutersdorf (391) 11. Laasdorf (533) 12. Lindig (280) 13. Milda (823) 14. Orlamünde, Stadt (1.282) 15. Reinstädt (549) 16. Rothenstein (1.439) 17. Schöps (314) 18. Seitenroda (216) 19. Sulza (310) 20. Zöllnitz (733) | Gemeenten 1. Bad Klosterlausnitz, (3.511), is tevens vervullende gemeente voor 1. Albersdorf (247) 2. Bobeck (322) 3. Scheiditz (53) 4. Schlöben (965) 5. Schöngleina (519) 6. Serba (776) 7. Tautenhain (1.236) 8. Waldeck (276) 9. Weißenborn (1.298) de stad Bürgel is vervullende gemeente voor: 1. Graitschen bij Bürgel (422) 2. Nausnitz (75) 3. Poxdorf (101) de stad Eisenberg is vervullende gemeente voor: 1. Gösen (215) 2. Hainspitz (724) 3. Mertendorf (163) 4. Petersberg (308) 5. Rauschwitz (248) de stad Stadtroda is vervullende gemeente voor: 1. Bollberg (299) 2. Möckern (128) 3. Quirla (538) 4. Ruttersdorf-Lotschen (337) |

## Demografie
| Peildatum             | 31.12.2009 | 31.12.2010 | 31.12.2011 | 31.12.2012 | 31.12.2013 | 31.12.2014 | 31.12.2015 | 31.12.2016 | 31.12.2017 | 31.12.2018 |            |
| --------------------- | ---------- | ---------- | ---------- | ---------- | ---------- | ---------- | ---------- | ---------- | ---------- | ---------- | ---------- |
| Inwoners              | 87.400     | 86.809     | 84.677     | 84.282     | 84.001     | 83.966     | 86.184     | 84.525     | 82.990     | 83.051     |            |
| Buitenlanders         | 1.551      | 1.654      | 1.004      | 1.172      | 1.604      | 2.117      | 4.744      | 3.455      | 2.413      | 2.645      |            |
| Aandeel buitenlanders | 1,8%       | 1,9%       | 1,2%       | 1,4%       | 1,9%       | 2,5%       | 5,5%       | 4,1%       | 2,9%       | 3,2%       |            |
| Peildatum             | 31.12.1998 | 31.12.1999 | 31.12.2000 | 31.12.2001 | 31.12.2002 | 31.12.2003 | 31.12.2004 | 31.12.2005 | 31.12.2006 | 31.12.2007 | 31.12.2008 |
| Inwoners              | 93.847     | 93.679     | 93.929     | 93.404     | 92.969     | 92.311     | 91.470     | 90.761     | 89.827     | 88.935     | 88.199     |
| Buitenlanders         | 1.376      | 1.322      | 1.308      | 1.367      | 1.479      | 1.473      | 1.401      | 1.417      | 1.468      | 1.498      | 1.641      |
| Aandeel buitenlanders | 1,5%       | 1,4%       | 1,4%       | 1,5%       | 1,6%       | 1,6%       | 1,5%       | 1,6%       | 1,6%       | 1,7%       | 1,9%       |

Albersdorf · Altenberga · Bad Klosterlausnitz · Bibra · Bobeck · Bremsnitz · Bucha · Bürgel · Crossen an der Elster · Dornburg-Camburg · Eichenberg · Eineborn · Eisenberg · Frauenprießnitz · Freienorla · Geisenhain · Gneus · Golmsdorf · Gösen · Graitschen b. Bürgel · Großbockedra · Großeutersdorf · Großlöbichau · Großpürschütz · Gumperda · Hainichen · Hainspitz · Hartmannsdorf · Heideland · Hermsdorf · Hummelshain · Jenalöbnitz · Kahla · Karlsdorf · Kleinbockedra · Kleinebersdorf · Kleineutersdorf · Laasdorf · Lehesten · Lindig · Lippersdorf-Erdmannsdorf · Löberschütz · Mertendorf · Meusebach · Milda · Möckern · Mörsdorf · Nausnitz · Neuengönna · Oberbodnitz · Orlamünde · Ottendorf · Petersberg · Poxdorf · Rattelsdorf · Rauda · Rauschwitz · Rausdorf · Reichenbach · Reinstädt · Renthendorf · Rothenstein · Ruttersdorf-Lotschen · Scheiditz · Schkölen · Schleifreisen · Schlöben · Schöngleina · Schöps · Seitenroda · Serba · Silbitz · Stadtroda · St. Gangloff · Sulza · Tautenburg · Tautendorf · Tautenhain · Thierschneck · Tissa · Tröbnitz · Trockenborn-Wolfersdorf · Unterbodnitz · Waldeck · Walpernhain · Waltersdorf · Weißbach · Weißenborn · Wichmar · Zimmern · Zöllnitz